# Oscar Kreuzer
Oscar Kreuzer (n. 14 iunie 1887, Frankfurt am Main, Imperiul German – d. 3 mai 1968, Wiesbaden, RFG) a fost un jucător de tenis german, medaliat olimpic. A participat la 2 ediții ale Jocurilor Olimpice (1908, 1912) în care a câștigat o medalie de bronz.